# ادموند ۱۲۵۳۳
سیارک ۱۲۵۳۳ (به انگلیسی: 12533 Edmond، نامگذاری:1998LA) دوازده هزار و پانصد و سی و سومین سیارک کشف شده‌است که در ۲ ژوئن ۱۹۹۸ کشف شد.
قدر مطلق سیارک برابر ۱۴٫۷۰ است.